# Druhy piv

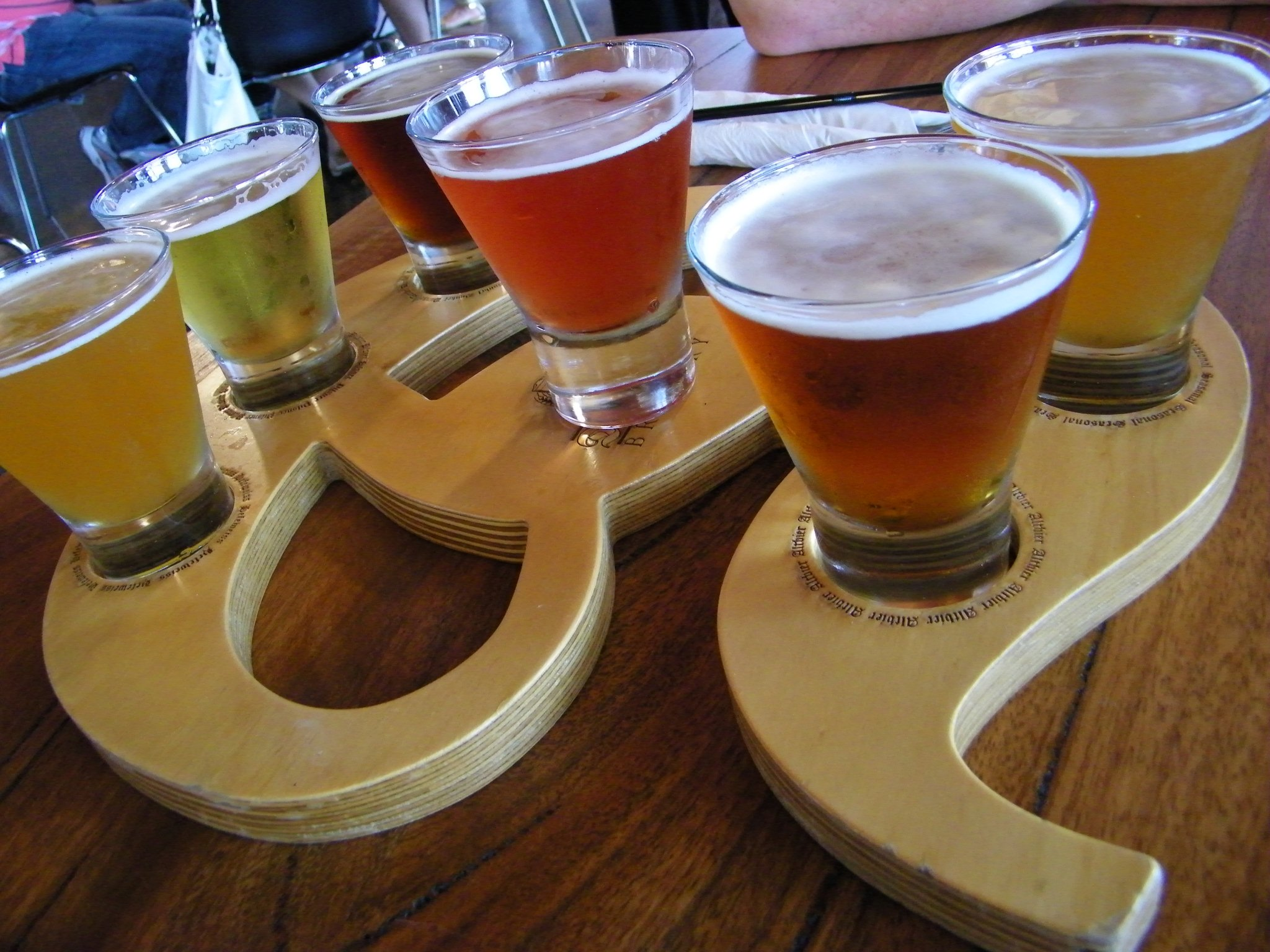
Australská piva

Pivo je možno dělit podle různých kritérií. Tradičně se dělila podle stupňovitosti, nyní správně nazývané extrakt původní mladiny (EPM), tj. podle původní koncentrace mladiny, založené na výpočtu koncentrace alkoholu a skutečného extraktu. Výsledná hodnota se uváděla v hmotnostních procentech. Označována byla od 8° až po nejtvrdší 27,6° pivo Schorschbräu (nejsilnější pivo na světě), které ve výsledku obsahuje 57,5 % alkoholu.
Piva se dále dělí na piva výčepní (8°–10,99°), ležáky (v rozmezí 11°–12,99°) a speciální (nad 12,99°) a také podle způsobu kvašení na svrchně, spodně a spontánně kvašená piva. Nejtypičtější druhy v Česku jsou spodně kvašená piva výčepní a ležáky. To však nejsou jediné druhy piva. V roce 1997 se přešlo v Česku na nové dělení, které lépe odpovídá zvyklostem Evropské unie. Pivo se začalo dělit na čtyři základní skupiny dle barvy a extraktů původní mladiny před zkvašením, obsahu alkoholu či způsobu konečné úpravy.
Základními skupinami jsou skupina světlá, polotmavá, tmavá (z tmavého nebo karamelového sladu) a řezaná piva (při stáčení smíšené z tmavého a světlého piva). Podskupinami pak pivo výčepní, ležáky, speciální, portery, se sníženým obsahem alkoholu, se sníženým obsahem cukrů, pšeničná, kvasnicová, nealkoholická, ovocná a lehká.
Kategorie piva je povinným údajem při označení piva při prodeji. Níže jsou uvedeny všechny známější druhy piv dle způsobu kvašení.

## Svrchně kvašená piva

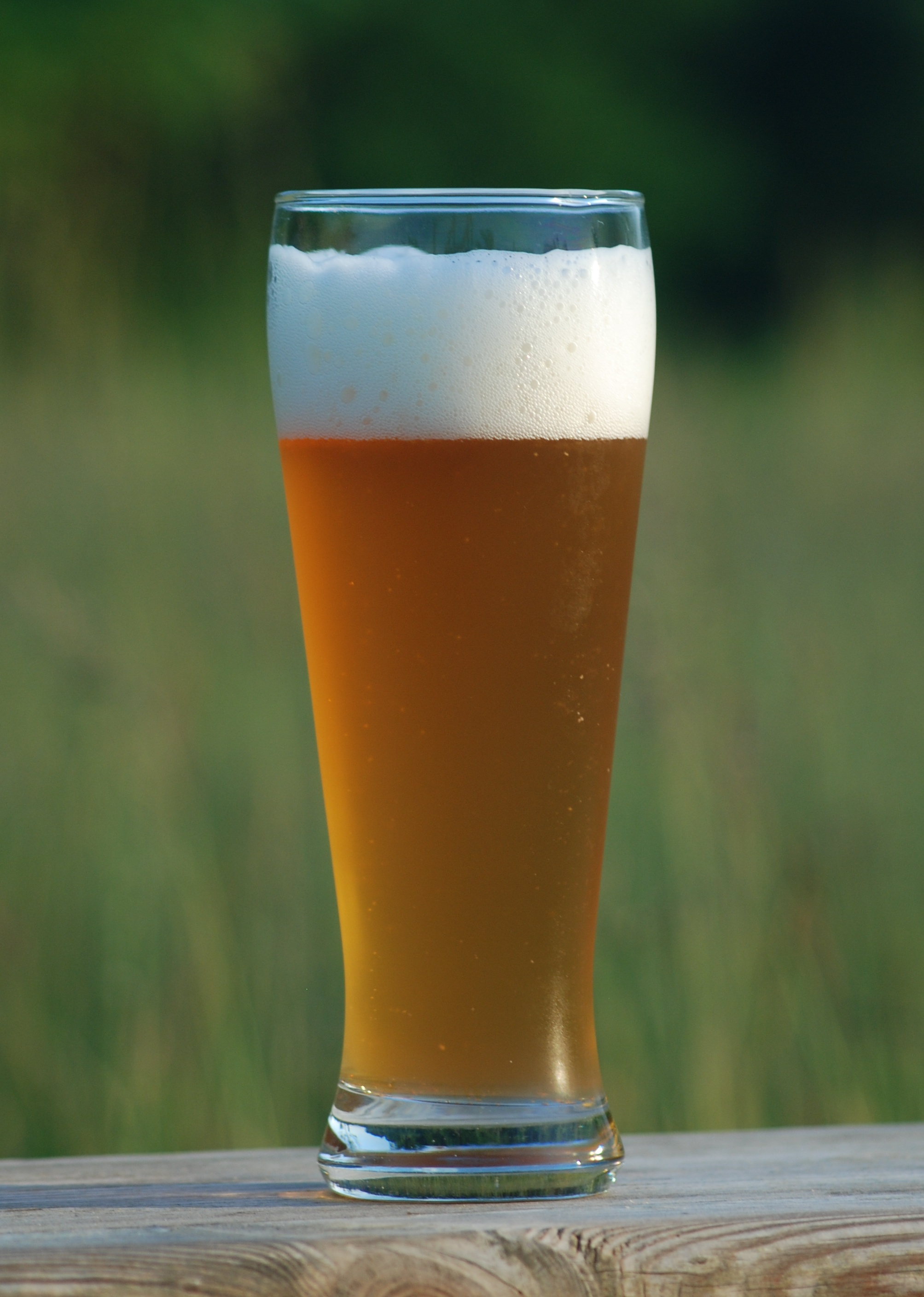
Pšeničné pivo

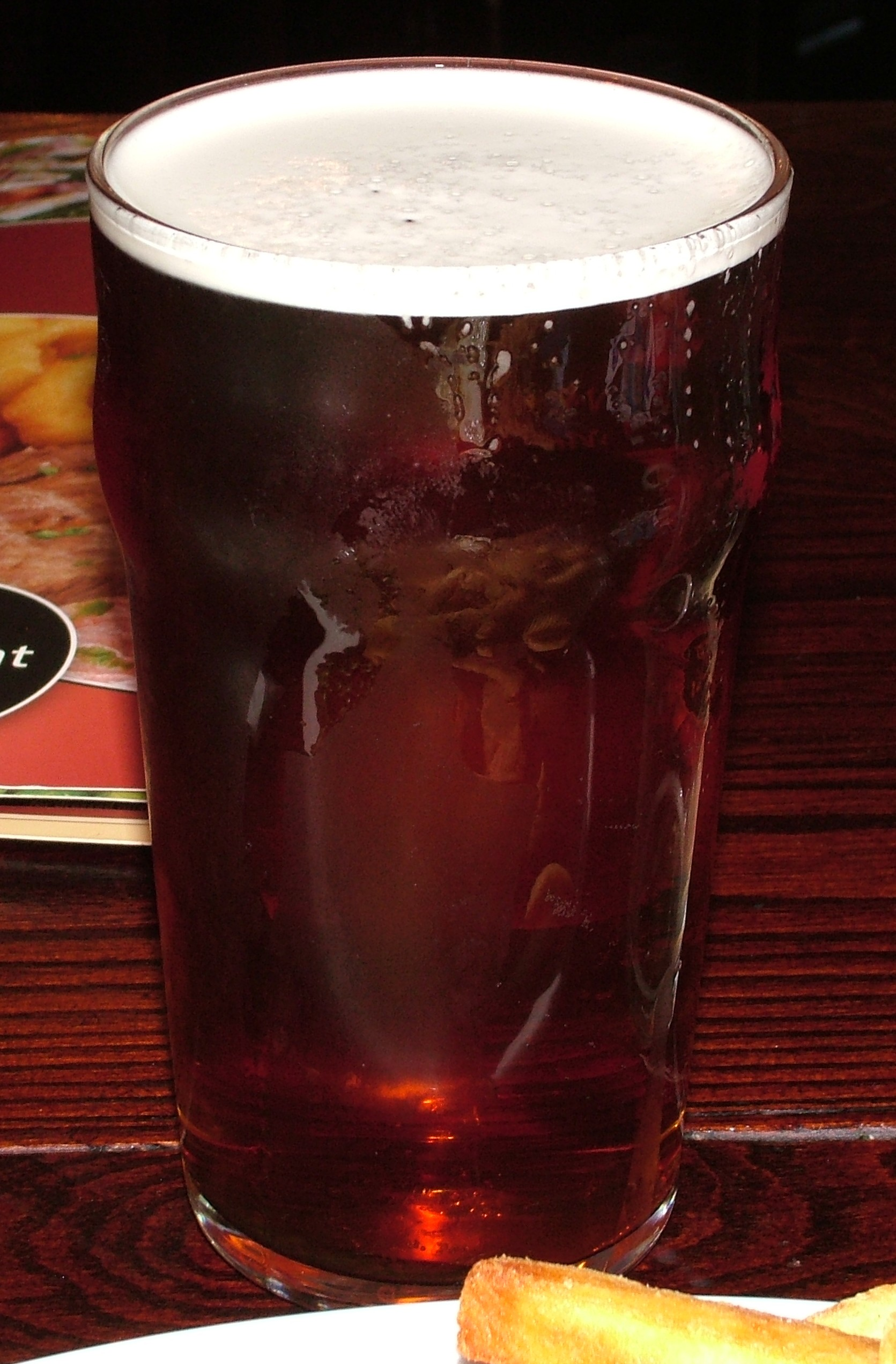
Pivo Ale

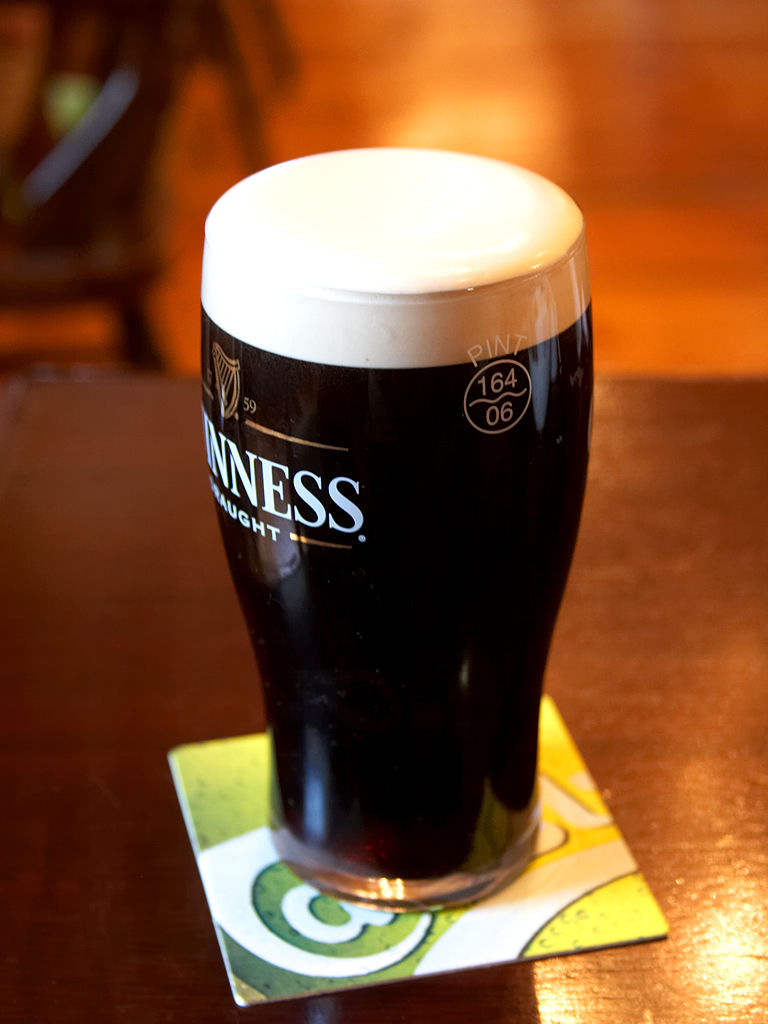
Pinta Stout piva

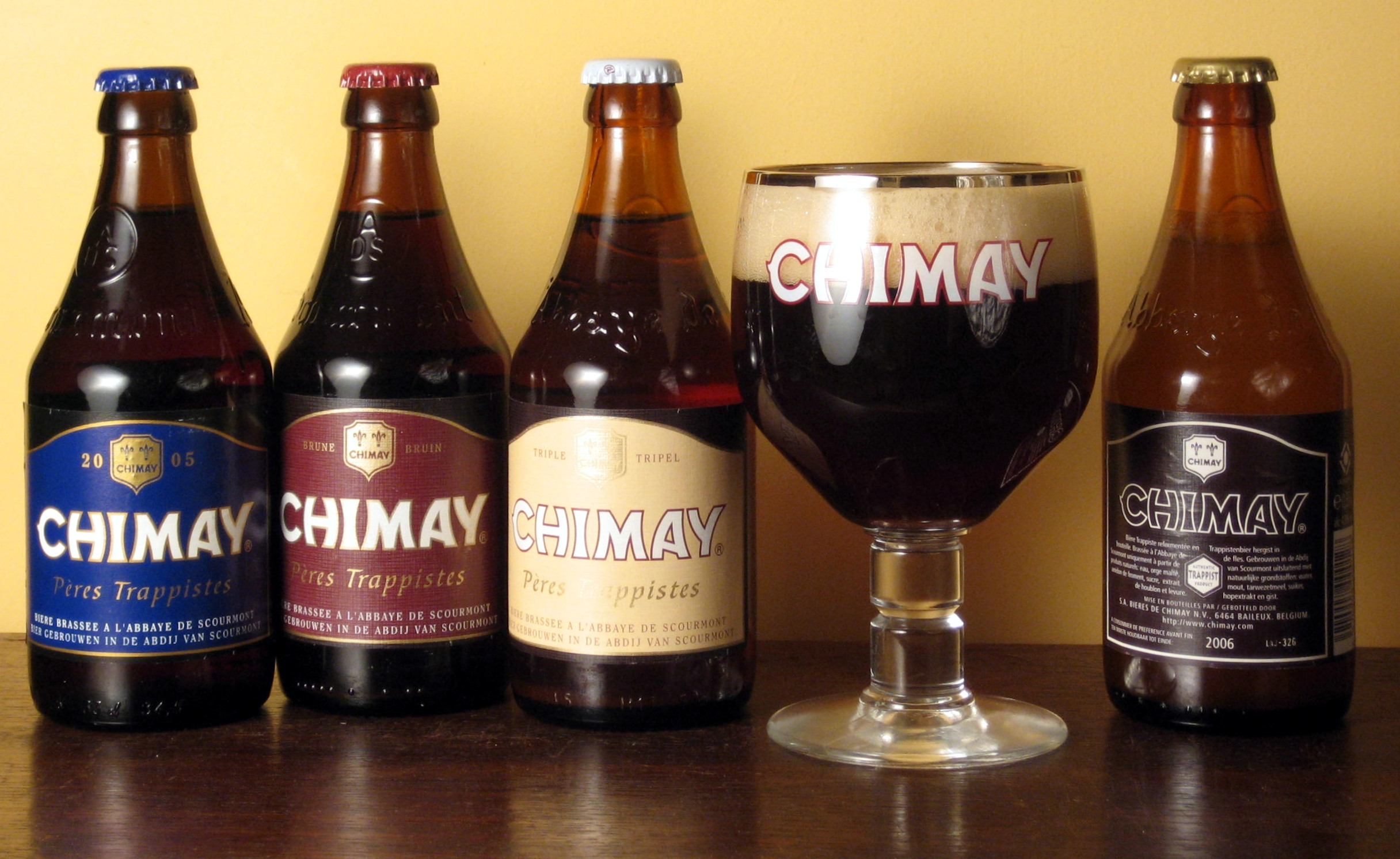
Trapista Chimay

Pojem svrchní kvašení vychází z chování kvasnic při konci hlavního kvašení. Svrchní kvasnice vyrobí na hladině jakousi "krustu" podobnou tomu, co udělají pekařské kvasnice při výrobě kvásku. Svrchně kvašená piva vznikají při teplotách okolo 15–20 °C s využitím kvasinek Saccharomyces cerevisiae subsp. cerevisiae či za pomoci spontánního kvašení vlivem mikroflóry mléčných či octových bakterií. Využívá se k výrobě veškerých svrchně kvašených pšeničných piv. Vznikající kvasnice jsou z hladiny kádě sbírány a zkvašená mladina se následně ukládá do sudů a nebo do tanků, kde dozrává za přirozené či sklepní teploty po dobu několika dní až měsíců.
K obvyklému problému svrchního kvašení patří spojování kvasinek s bakteriemi z okolního ovzduší, což znemožňovalo historicky používat tuto metodu v letním období. V současnosti je technicky možné kontrolovat teplotu a okolní atmosféru uměle, takže je možné využívat svrchní kvašení po celý rok. Toto mělo za následek oživení této metody v současnosti.

### Pšeničná piva
- Belgická – V Belgii mu říkají „bière blanche / witbier“ – bílé pivo. Jedná se o pšeničné pivo s obsahem cca 45 % pšenice. Nejrozšířenější belgické „bílé pivo“ se vyrábí ve městě Hoegaarden. Některé druhy obsahují i oves. Do jiných se přidává směs pomerančové kůry, koriandru a dalšího koření. Pije se lehce chlazené – cca 9 stupňů Celsia.
- Berlínská pšeničná piva – Berliner Weisse. Typické berlínské pšeničné pivo, s obsahem pšenice cca 30 %; má nakyslou chuť, nízký obsah alkoholu a je velmi osvěžující. V poslední době se míchá s různými příchutěmi, a tak není problém mít je malinové, jahodové, citronové, mátové, mařinkové atd.
- Bavorská – jihoněmecká, pocházející z Bavorska
- Pšeničný bock

### Ale
Je pivo kvašené svrchně kvasícími kvasinkami (Saccharomyces cerevisiae subsp. cerevisiae). Tyto kvasinky kvasí při teplotách nad 15 °C a výrazně rychleji (v řádu několika dnů). V Británii bylo jako Ale původně označováno nechmelené pivo. Existuje celá řada druhů, světlá, červená, hnědá a temná varianta.
- Britské a irské – nejvíce rozšířený druh piva
- Belgická – nejznámější jsou piva označovaná jako Saison – sezonní. Jsou to osvěžující, jemně nakyslá piva občas ochucená bylinkami a kořením.
- Americká

### Stout
Stout je velmi tmavé pivo vyráběné z praženého sladu, které je vyráběno hlavně v Británii a Irsku. Může se podávat i nechlazené.

### Porter
Porter je tmavé pivo podobné stoutu, které je původně z Londýna. Chuťově se jedná o vyzrálé pivo, které se podává chlazené na teplotu 13 °C. Existují i spodně kvašené portery.

### Trappist
Je to silné klášterní pivo původem z Belgie a Nizozemí, musí být připravováno jen pod dohledem mnichů. Je podobné belgickým aleům a neskladuje se chlazené.

### Německá svrchně kvašená piva
- Altbier – „staré pivo“, jehož výroba je spjata s městem Düsseldorf. Pivo je výrobou podobné pivu Ale. Má měděnou barvu a chuťově je čisté.
- Kölsch – pivo vyráběné v oblasti Kolína nad Rýnem. Je velmi vhodné jako digestiv – pro povzbuzení trávení. Je nazlátlé barvy, aromatické, chuti jemné, nahořklé, s lehkými ovocnými tóny.

### Francouzská svrchně kvašená piva
- Bière de Garde - druh svrchně kvašeného piva z francouzského regionu Hauts-de-France.

### Bylinná piva
- Gruit – pivo ochucené místo chmele bylinnou směsí; často je používán např. pelyněk, vřes, vřesna, řebříček, rozmarýn, tužebník, popenec, jalovec a další.

## Spodně kvašená piva

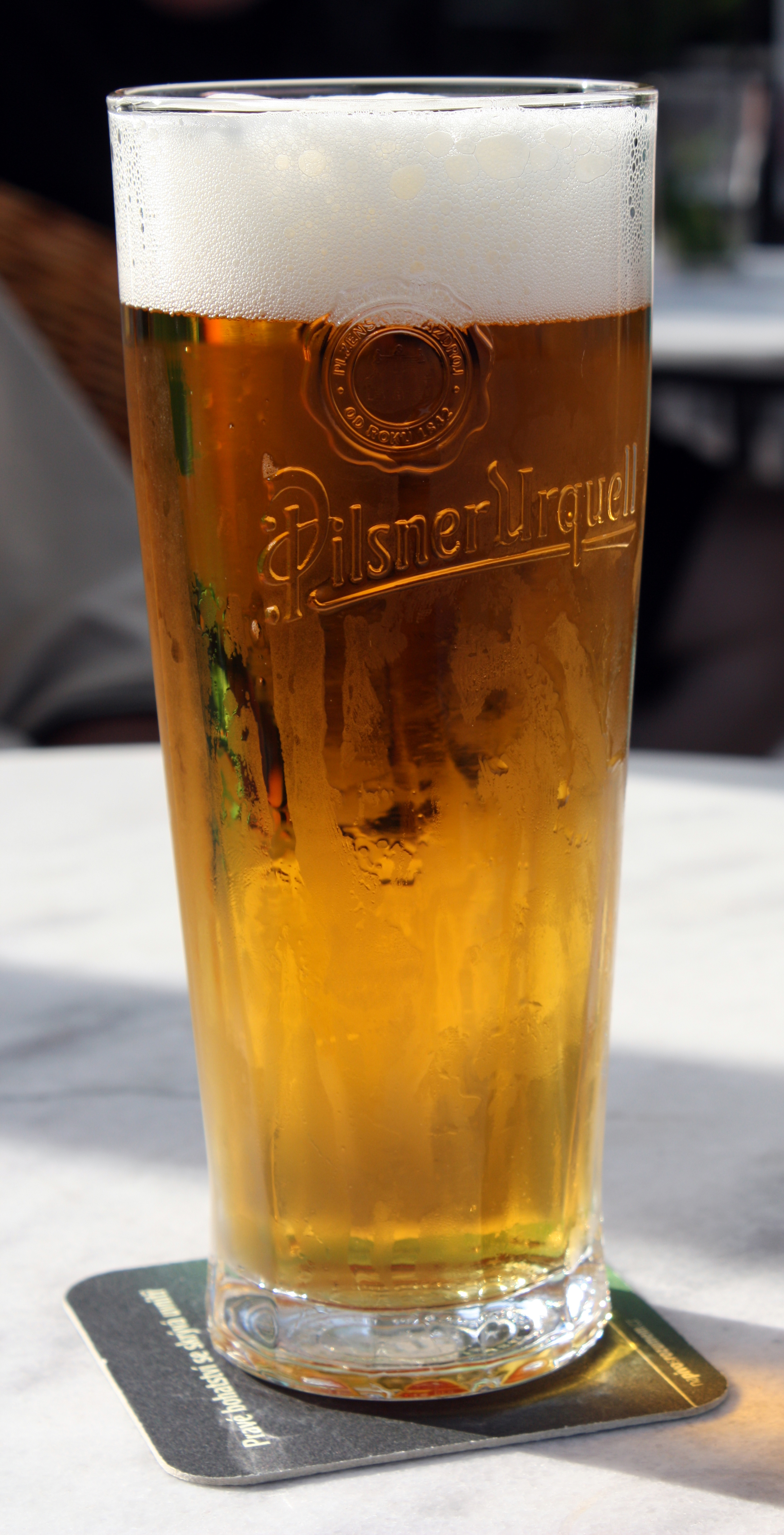
Plzeňský ležák

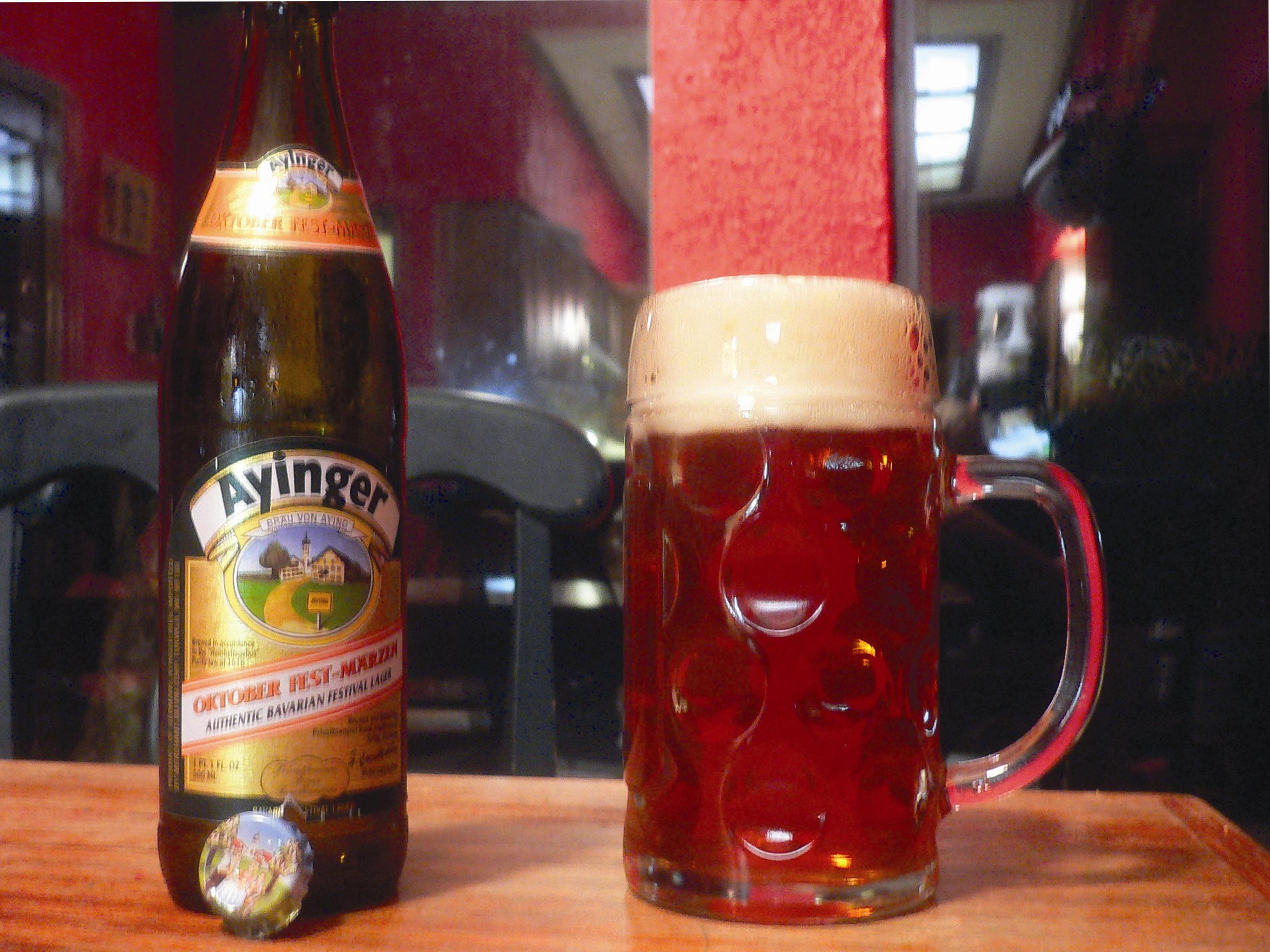
Märzen piva jsou velmi rozšířená během Oktoberfestu

Spodně kvašená piva vznikají za kvašení, které probíhá při nižších teplotách pohybujících se v rozmezí 8–14 °C. Kvašení se účastní kvasinky Saccharomyces cerevisiae subsp. uvarum.

### Ležáky
Po procesu kvašení měsíc a déle leží, od toho označení ležák.
- Pivo plzeňského typu (Pilsener, Pils) – světlý průsvitný ležák s chmelovou chutí, který se podává chlazený na teplotu 7 – 9 °C. Pochází z Plzně, ale běžně se vaří po celém Česku.
- Dortmundské pivo (typ),  (nebo také nazvané Dort, a v německy mluvících zemích Export, Exportbier) – spodně kvašené pivo silnější sladové chuti, méně chmelené a s nižším obsah CO2. Světlá ale sytější barva oproti Pilsnerům. Delší trvanlivost a zvýšený obsah alkoholu.
- Bock (kozel) – německý nasládlý a silný ležák, s barvou od světle oranžové až po hnědou. Pochází z německého města Einbeck. Často mylně přisuzován Bavorsku, které si jej natolik oblíbilo, že jej považuje za vlastní.
- Märzen (březňák) – podobný bocku, ale načervenalé barvy. Pochází z Bavorska a název je odvozen od německého měsíce března. Je velmi rozšířen na pivních slavnostech během Oktoberfestu.
- Vídeňský ležák – polotmavé rudé barvy s jemně nahořklou kořeněnou chutí.
- Zwickelbier (nebo také nazvané Kellerbier, zkráceně Zwickel, regionálně Zwickl) – původně německé nefiltrované pivo (Franky), populární v Rakousku, Německu (Franky a Horní Falc).
- Oud bruin – je styl piva pocházející z regionu Vlámsko ve státě Belgie, a také stylu piva, které se vaří v Nizozemsku. Pod stejným názvem se však v každé zemi jedná o dva velmi odlišné druhy tmavého piva. Tmavší a sladší pivo.

### Piva výčepní
Mají oproti ležáku nižší stupňovitost 8°–10° (tzv. desítka) 

## Smíšené kvašení (Mixed fermentation)
Skupina, která zahrnuje piva, v nichž se mísí více než jedna kultura kvasinek a/nebo bakterií. Různé kultury mohou kvasit současně nebo odděleně. Do objevení existence mikroorganismů L. Pasteurem v roce 1857 byla všechna piva vyráběn smíšeným kvašením (zpočátku tedy i Plzeňský Prazdroj).
Známe velké množství mixed fermentation pivních stylů historických i moderních a mnohá piva, která tímto způsobem vznikají, jsou velmi těžko zařaditelná do existujících pivních stylů. Některé kombinují dvě kultury kvasinek, některé jednu kulturu kvasinek a jednu kulturu bakterií a některé větší množství různých mikroorganismů. V české republice se aktuálně výhradně smíšeným kvašením zabývají pivovary Wild Creatures, Many Worlds, Fenetra, Métaphore a mnoho dalších pivovarů okrajově.
Některé pivní styly byli historicky kvašené mixed fermentation, ale dnes existují i moderní verze s jednou kulturou kvasinek)
- Tradiční belgický saison – kombinuje více druhů Saccharomyces cerevisiae a často bakterie rodu Pediococcus.
- Tradiční německý Kölsch – kvasí a přítomnosti svrchní kvasinek, nejprve za tepla, později za studena.
- Tradiční Berliner Weisse – kvasí za přítomnosti více organismů včetně kvasinek Brettanomyces.
- Kettle Sour – nejběžnější způsob výroby jednoduchých ovocných kyselých piv, nejprve kvasí mléčným kvašením za přítomnosti bakterií Lactobacillus, poté klasickými k kvasinkami.
- Wild Ale – široká skupina piv, ve které pivovary často používají kvasinky nasbírané v přírodě a kultivované v domácích podmínkách.
- Norský Kveik – historický styl, který používá mix velmi rychle kvasících kvasinek a jiných mikroorganismů, které si farmy často kultivují desítky a stovky let.
- Podobojí kvašená piva (někdy též Lager Ale nebo Pololežák) – k prokvašení se používají oba tradiční druhy pivovarských kvasnek, tedy i svrchní (Saccharomyces cerevisiae) i spodní (Saccharomyces pastorianus).

## Spontánně kvašená piva
V historii jediný způsob kvašení piva – zkvasí se prostě tím, co je ve vzduchu a tím co zbude v sudech po předchozí várce. V dnešní době jsou tato piva nejvíce rozšířena v Belgii a některých částech Francie a Nizozemí.

### Lambik (Lambic)

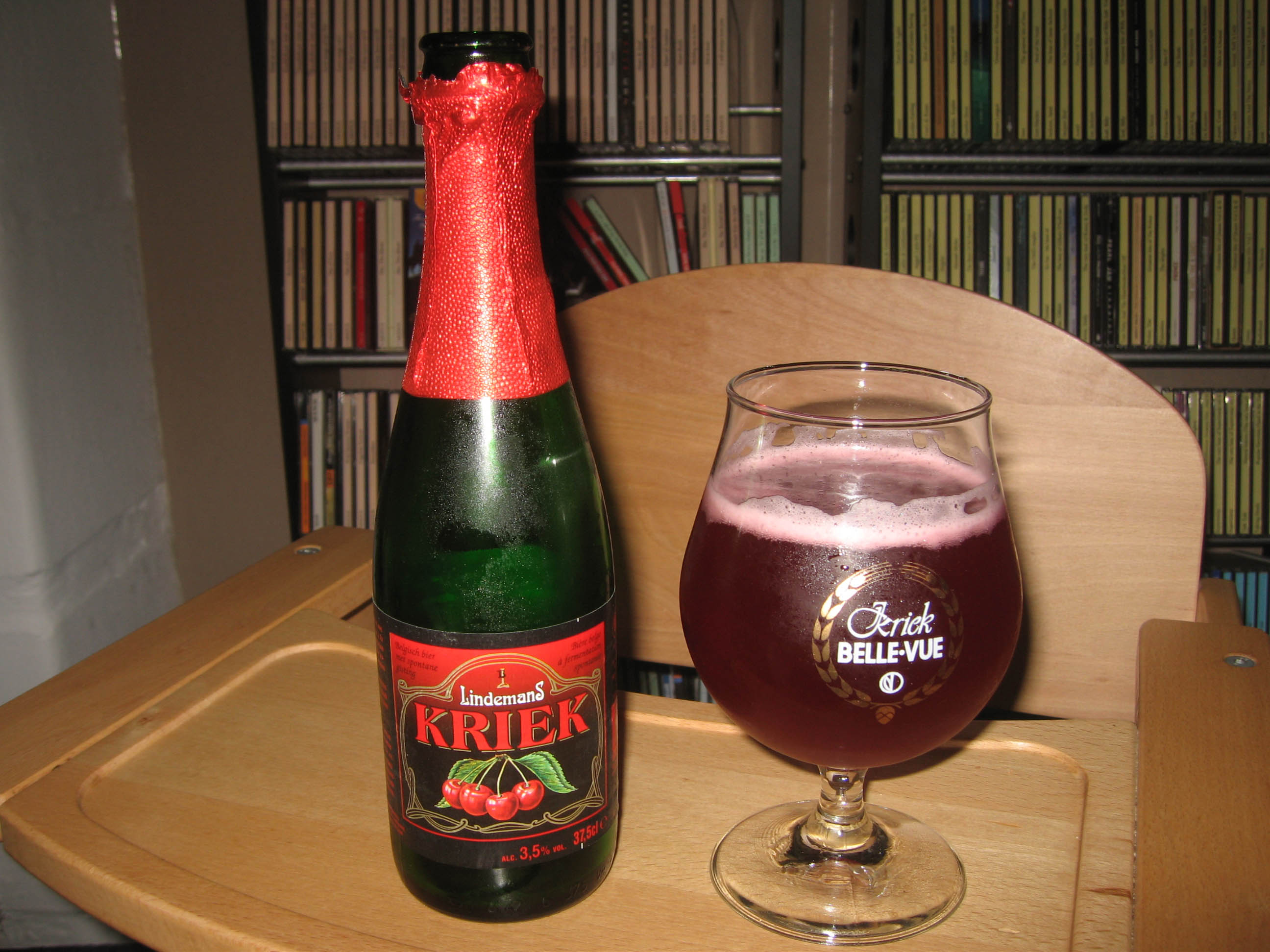
Pivo Lambik

Lambik je pivo původem z Belgie, chuťově připomíná Chardonay nebo suchý Vermut. Je tradičně spontánně kvašený, s vysokým podílem pšenice, bez chmelové chuti a dozrávající v dřevěných kádích. Pivo se vaří hlavně od podzimu do jara, protože přes léto jsou "vzdušné" kvasnice příliš divoké a výsledný mok by získal mnoho nežádoucích chutí. Lambik je velmi málo nasycen oxidem uhličitým a charakteristický i tím, že žádná várka nechutná stejně. Empirický výrobní proces lambiku je velmi podobný výrobě piva v dobách před využitím vědeckých poznatků.

#### Gueuze (Geuze)
Gueuze je perlivé pivo, vzniká řezáním lambiků starých a mladých. Jeho míchání je velmi podobné výrobě sladové whisky – poměr mladých a starých lambiků je rozdílný s důrazem na co nejstálejší chuť výsledného produktu. Hlavně díky míchání starých a mladých piv a dokvašováním a zráním v lahvích se vyvine více oxidu uhličitého a gueuze je tak svým charakterem perlení podobný perlivým vínům šampaňského typu. Také proto se správně servíruje do sklenic podobných šampuskám. Některá gueuze dozrávají v lahvích i několik let.

#### Kriek
Kriek je směs lambiků podobná směsi na Gueuze navíc při dokvášení doplněná celými třešněmi. Zrání probíhá v lahvích cca 6 měsíců.

#### Framboise (Frambozen)
Framboise je pivo podobné pivu kriek, do kterého se ale přidávají maliny.

#### Faro
Faro je směs lambiků smíchaná před dokvášením s hnědým cukrem nebo karamelem.

## Nealkoholická piva
Pivo s velmi nízkým nebo žádným obsahem alkoholu.